# Vendelina
Vendelina je žensko osebno ime.

## Izvor imena
Ime Vendelina je različica imena Vendel oziroma Vendelin.

## Pogostost imena
Po podatkih Statističnega urada Republike Slovenije  na dan 31. decembra 2007 v Sloveniji ni bilo ženskih oseb z imenom Vendelina, ali pa je bilo število nosilk tega imena manjše kot 5.

## Osebni praznik
V koledarju je ime Vendelina zapisano pri imenu Vendel.

## Znani nosilci imena
- Marija Ilc, sestra Vendelina